# Josep Pintat-Solans

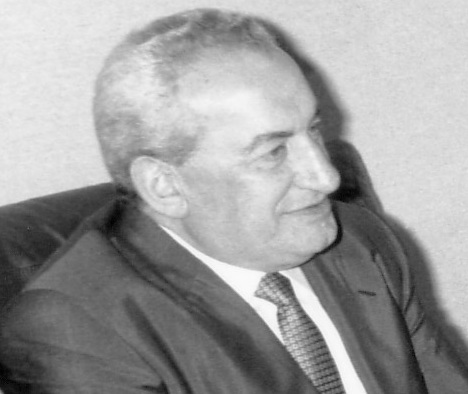
Josep Pintat-Solans in 1988

Josep Pintat-Solans (Sant Julià de Lòria, 1925 - Barcelona, 20 oktober 2007) was een Andorrees politicus en was de tweede regeringsleider van Andorra.
Pintat-Solans begon zijn politieke carrière als burgemeester van zijn geboorteplaats Sant Julià de Lòria. Op 21 mei 1984 werd hij door het Consell General de les Valls (parlement) tot regeringsleider gekozen. In 1986 werd hij herkozen met 27 van de 28 stemmen. Zijn neef en latere regeringsleider Albert Pintat bekleedde verschillende ministersposten in Pintat-Solans kabinet. 
Hij stierf op 20 oktober 2007 in Barcelona na langdurig ziek te zijn geweest. 
Òscar Ribas Reig (1e) · Josep Pintat-Solans · Òscar Ribas Reig (2e) · Marc Forné Molné · Albert Pintat · Jaume Bartumeu · Antoni Martí · Xavier Espot Zamora